# Mac OS 8
Mac OS 8 МФА: [mæk oʊ ɛs eɪt] — серія версій класичної Mac OS, яка використовувалася під час переходу через великі зміни в апаратній платформі Macintosh. Її найбільш ранній реліз все ще підтримував комп'ютери з процесорами Motorola 68040; пізніші релізи (Mac OS 8.1 і 8.5) поставлялися із системами, заснованими на процесорах PowerPC G3, такими як перші iMac та PowerMac G3. Вона асоціюється з PowerPC другого покоління, яке Apple продавала в той час. Протягом перших тижнів від часу релізу (26 липня 1997 року) Mac OS 8.0 було продано понад 1,2 мільйона копій.

## Версії Mac OS 8
| Версія | Дата випуску   | Зміни                                                      | Кодове ім'я          | Ціна                  |
| ------ | -------------- | ---------------------------------------------------------- | -------------------- | --------------------- |
| 8.0    | 26 липня 1997  | Початковий реліз                                           | Tempo                | $99                   |
| 8.1    | 19 січня 1998  | Файлова система HFS+                                       | Bride of Buster      | Безкоштовне оновлення |
| 8.5    | 17 жовтня 1998 | Підтримка тільки PPC, Sherlock, теми, 32-бітні іконки      | Allegro              | $99                   |
| 8.5.1  | 7 грудня 1998  | Виправлення падінь системи, витоків пам'яті та втрат даних | The Ric Ford Release | Безкоштовне оновлення |
| 8.6    | 10 травня 1999 | Нове наноядро для підтримки Multiprocessing Services 2.0   | Veronica             | Безкоштовне оновлення |